# Manfred von Plotho

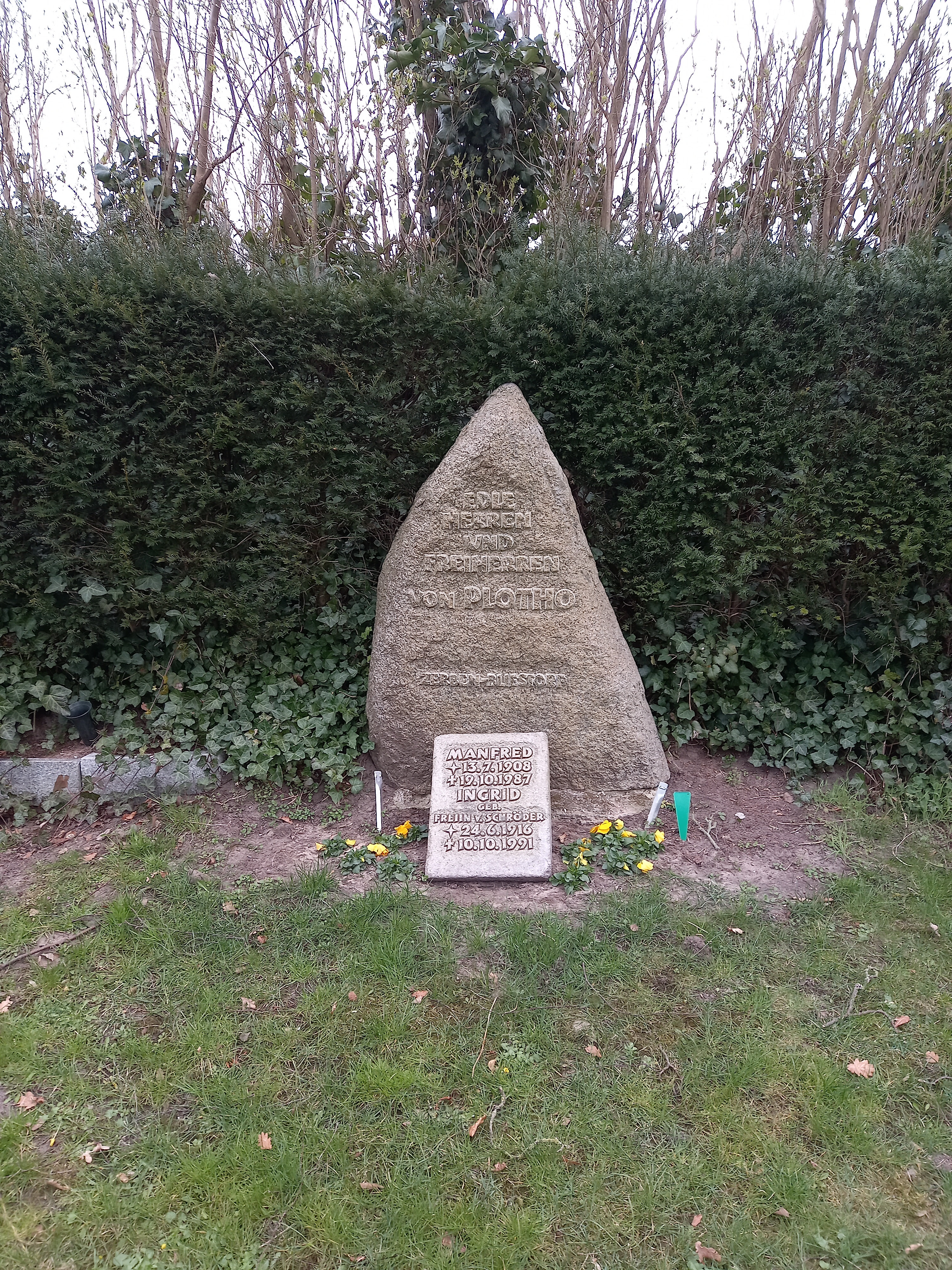
Das Grab von Manfred von Plotho und seiner Ehefrau Ingrid geborene von Schröder auf dem evangelischen Friedhof von Krummesse

Manfred Gebhard Adalbert Wedigo Edler Herr und Freiherr von Plotho (* 13. Juli 1908 in Potsdam, Brandenburg; † 19. Oktober 1987 auf Gut Bliestorf, Schleswig-Holstein) war ein deutscher Offizier. Er war Offizier im Stab der 71. Infanterie-Division der deutschen Wehrmacht.

## Leben

### Familie
Er entstammte dem märkischen Gutsbesitzer- und Adelsgeschlecht von Plotho und war der Sohn des Hans Gebhard Edler Herr und Freiherr von Plotho (Haus Zerben) und der Ursula Irmgard von Zelewski (Haus Barlomin, Westpreußen). Plotho heiratete am 11. Juni 1938 in Hamburg Ingrid Freiin von Schröder (* 24. Juni 1916 in Hamburg), die Tochter des Rudolph Freiherr von Schröder (1878–1966), Inhaber des Bankhauses „Schröder Gebrüder & Co.“ und Gutsherr auf Bliestorf, und dessen Ehefrau Julinka Stein (1881–1953). Plothos Ehefrau Ingrid erbte nach dem Tod ihres Vaters (1966) eine Hälfte des Gutes Bliestorf.

### Werdegang
Im Jahr 1937 verpflichtete sich Plotho beim Heer und diente im 194. Infanterie-Regiment der 71. Infanterie-Division. Im Laufe seiner Dienstzeit wurde er als Oberstleutnant stellvertretender Ia-Offizier (Stellvertretender Erster Generalstabsoffizier) und legte mit der 71. Infanterie-Division den Weg über die Kriegsschauplätze des Zweiten Weltkriegs an der Westfront in Belgien und Frankreich bis an die Ostfront über die Ukraine nach Russland zurück. Nach der Kapitulation der 6. Armee bei der Schlacht von Stalingrad geriet Plotho 1943 in Kriegsgefangenschaft und kehrte erst nach 1955 wieder nach Deutschland zurück.
Nach dem Krieg arbeitete er als Bankkaufmann, zuletzt im Bankhaus „Schröder, Münchmeyer, Hengst & Co.“, in das das Bankhaus „Schröder Gebrüder & Co.“ seines Schwiegervaters im Jahr 1969 aufgegangen war.

## Feldpostbriefe
Bedeutsam sind die Erzählungen seiner Kriegserfahrungen, die er in über 650 Briefen in der Zeit von 1930 bis 1955 an seine Frau schickte. Heute zählen die Briefe, die sämtlich als Originale erhalten sind, als wichtige geschichtliche Dokumente eines Zeitzeugen. Im Gegenzug erhielt er 450 Briefe seiner Frau, welche ebenfalls den damaligen Zeitgeist widerspiegeln. Außer den Briefen sind Fotografien und Reiseberichte aus seinem Besitzstand überliefert.